# Asgard (strip)
Asgard is een Franse stripreeks in twee delen getekend door Ralph Meyer en geschreven door Xavier Dorison, uitgegeven bij Dargaud. Titelpersonage Asgard is een viking met maar een been; zijn andere been is vervangen door een metalen exemplaar. Hij jaagt op monsters, en hier op de mythische slang uit Midgaard, Jörmundgand.

## Achtergrond
De reeks werd opgezet door scenarist Dorison als een hommage aan de bekende vikingstrip Thorgal (waar hij later zelf scenario's voor zou schrijven). Net als Thorgal vecht Asgard tegen de goden en tegen zijn lot. Een andere inspiratiebron was de roman Moby Dick. Net als kapitein Achab zoekt Asgard een zondebok voor zijn handicap: Jörmundgand, als symbool voor de goden, wordt zo de Moby Dick van Asgard. In het eerste deel was de slang Jörmundgand enkel dreigend maar onzichtbaar aanwezig terwijl ze in het tweede deel een hoofdrol speelt.
Na deze strip zetten Meyer en Dorison hun samenwerking verder en creëerden de westernstrip Undertaker.

## Albums
| Nummer | Titel            | Jaar van publicatie |
| ------ | ---------------- | ------------------- |
| 1      | IJzerpoot        | 2012                |
| 2      | De Midsgardslang | 2013                |

In het Frans verscheen ook een integrale uitgave.

## Ontvangst
De strip werd redelijk goed ontvangen. Stripblad Spirou gaf De Midgardslang in een recensie een 3/5 (uitstekend) en noemde deze strip "een spectaculaire saga zonder echte verrassingen maar met veel zwier". Het tekenwerk van Meyer noemde hij "perfect, dat kan rivaliseren qua intensiteit met het werk van de grootmeesters van de avonturenstrip".